# Ospedale Vittorio Emanuele II di Castelvetrano
L'ospedale Vittorio Emanuele II è una struttura sanitaria dell'ASP di Trapani, sita nel comune di Castelvetrano.

## Storia
La costruzione del nuovo e moderno ospedale ebbe inizio negli anni ’70, si è giunti al completamento della struttura ospedaliera alla fine del 1992.
L’edificio è caratterizzato da sei elevazioni fuori terra oltre ad un piano seminterrato destinato a locali tecnici. Particolarmente curato è il rivestimento esterno in gran parte costituito da una facciata continua vetrata a specchio che ne costituisce l’elemento distintivo. Inoltre l’edificio ha una superficie utile complessiva di circa 21000 m².
All’interno dell’area (dove sorge anche il vecchio ospedale) è allocata una pista per l’atterraggio degli elicotteri, regolarmente abilitata dall’Ente Nazionale per Aviazione Civile (ENAC), inserita nella rete regionale 118.

## Servizi

### Unità operative
Le unità operative dell'ospedale sono le seguenti:
- Anatomia Patologica
- Anestesia e Rianimazione
- Cardiologia
- Chirurgia Generale
- Chirurgia Generale (Ambulatorio)
- Complesso Operatorio
- Farmacia
- Lungodegenza
- Medicina Generale con Lungodegenza
- Nefrologia e Dialisi
- Oculistica (Ambulatorio)
- Oncologia Medica e Chemioterapia
- Ortopedia e Traumatologia
- Ostetricia e Ginecologia
- Patologia Clinica
- Pediatria e Nido
- Pronto Soccorso
- Radiodiagnostica

### Altri Servizi
- U.R.P. Ufficio Relazioni con il Pubblico
- C.U.P. Centro unico di prenotazione
- Morgue
- Eliporto

### Strutture provvisorie per specifiche esigenze
- Tenda pre-triage realizzata per l'emergenza sanitaria, dovuta alla Pandemia di COVID-19, del 2019-2020.[5]

## Collegamenti
- Autostrada A29 uscita Castelvetrano
- Strada statale 115 Sud Occidentale Sicula